# Dynamostes audax
Dynamostes audax is een keversoort uit de familie Disteniidae. De wetenschappelijke naam van de soort is voor het eerst geldig gepubliceerd in 1857 door Pascoe.